# Arena Niterói
A Arena Niterói ou Ginásio Poliesportivo da Concha Acústica é um ginásio poliesportivo coberto em construção na cidade de Niterói, no estado do Rio de Janeiro, Brasil. Localizada na área da antiga Concha Acústica, no bairro de São Domingos, a arena faz parte do projeto de revitalização do Parque Poliesportivo da Concha Acústica, promovido pela Prefeitura de Niterói. Com capacidade para 2.600 pessoas, o espaço será destinado à realização de eventos esportivos e culturais de porte nacional e internacional.

## História
A Concha Acústica de Niterói, inaugurada em 1975, foi por décadas um importante palco para eventos culturais e musicais na cidade. Com o tempo, o espaço sofreu com a degradação e a falta de manutenção, levando à necessidade de uma ampla reforma. Em 2023, a Prefeitura de Niterói iniciou um projeto de revitalização do espaço, com um investimento total de R$ 97,6 milhões. A primeira fase das obras foi concluída em dezembro de 2023, incluindo a entrega de um campo de futebol com grama sintética, quadras de tênis e vôlei de praia, quadra poliesportiva, pista de caminhada, academia para a terceira idade, arquibancadas e vestiários.

## Estrutura
A Arena Niterói está sendo construída com foco em sustentabilidade, incluindo sistema de captação e reaproveitamento da água da chuva para irrigação das áreas verdes do parque. O ginásio poliesportivo terá capacidade para 2.600 pessoas e está sendo projetado para sediar jogos oficiais de vôlei, basquete, handebol e futsal. A previsão de inauguração é para novembro de 2025, coincidindo com o aniversário da cidade de Niterói.

## Impacto na Cidade
Segundo o prefeito Rodrigo Neves, a nova arena será a primeira do tipo na região e contribuirá significativamente para a economia local e a revitalização do Centro de Niterói. Ele afirmou que a arena será de "primeiro mundo" e que "ninguém mais precisará ir para a Barra da Tijuca para assistir a eventos nacionais e internacionais".